# Анаероб
Анаероб е организъм, който може да живее при отсъствие на кислород (използва други окислители за катаболитните си процеси). Възможно е кислородът да има негативно влияние върху анаеробния организъм и да е потенциално токсичен, включително и смъртоносен, за него.
Анаеробните организми включват множество представители на микроорганизмите – гъби, водорасли, растения, фораминифери, но също така и сравнително едри животни, а именно – болшинството паразитни червеи, сред които кръгли червеи, метили, тении. Същевременно многоклетъчен организъм и специално човешкият, може да съдържа клетки и тъкани, чието хранене и дишане действат на анаеробен принцип.

## Видове анаеробни организми
- Облигатен анаероб – организъм съществуващ изключително само в безкислородна среда. Наличието на кислород е пагубно за облигатните анаероби.

- Аеротолерантен анаероб – организъм, чийто метаболизъм не се нуждае от кислород, но е способен да се справя с токсичността му до определени нива на концентрация.

- Факултативен анаероб – организъм способен да осъществява клетъчно дишане при наличие на кислород, както и ферментация при безкислородни условия.